# Langvoettoepaja
De langvoettoepaja (Tupaia longipes)  is een zoogdier uit de familie van de echte toepaja's (Tupaiidae). De wetenschappelijke naam van de soort werd voor het eerst geldig gepubliceerd door Oldfield Thomas in 1893. Tot 2013 werd Tupaia salatana als ondersoort van de langvoettoepaja gerekend, maar uit onderzoek bleek dat een aparte soort te zijn.

## Voorkomen
De soort komt voor op noordelijk Borneo, in Brunei, Maleisië en Indonesië.